# Untouchable 32
Untouchable 32 (née le 27 février 2013) est une jument de race Hanovrienne de robe alezane, montée en saut d'obstacles par le cavalier saoudien Ramzy al-Duhami.

## Histoire
Untouchable 32 naît le 27 février 2013,.

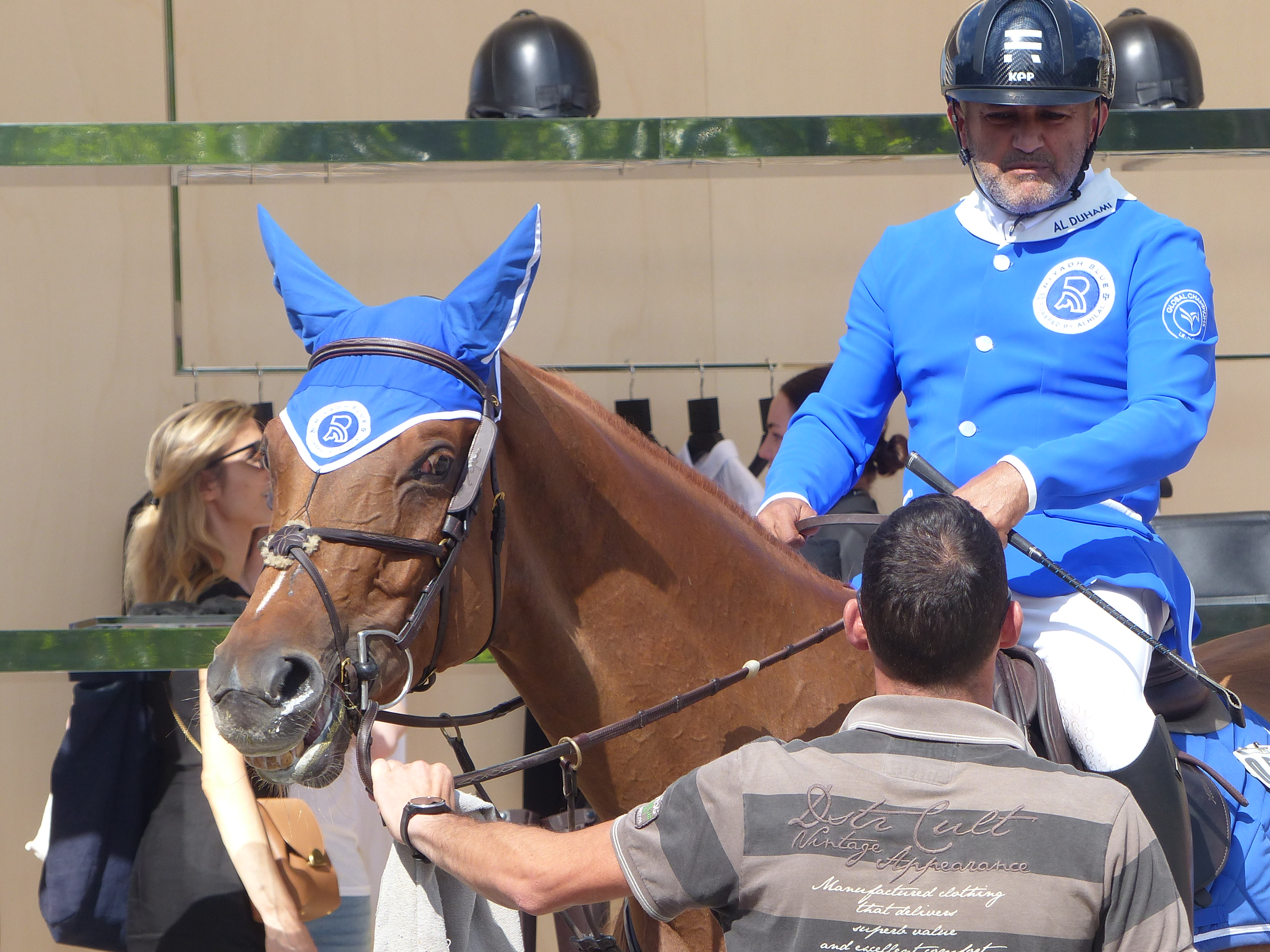
Untouchable 32 montée par Ramzy al-Duhami au Paris Eiffel Jumping de 2023.

Avec le cavalier Ramzy al-Duhami, elle est pré-selectionnée parmi l'équipe d'Arabie saoudite en saut d'obstacles pour les Jeux olympiques d'été de 2024. Lors des qualifications de février 2023 à Doha, Al Duhami et sa jument avaient mal démarré avec 17 points de pénalité au premier tour, mais ils n'ont fait que 6 points au second, ce qui a permis d'assurer la qualification olympique de leur équipe nationale,.
Elle participe aussi à la finale de la Coupe du monde de saut d'obstacles 2023-2024 à Riyad en avril 2024.

## Description

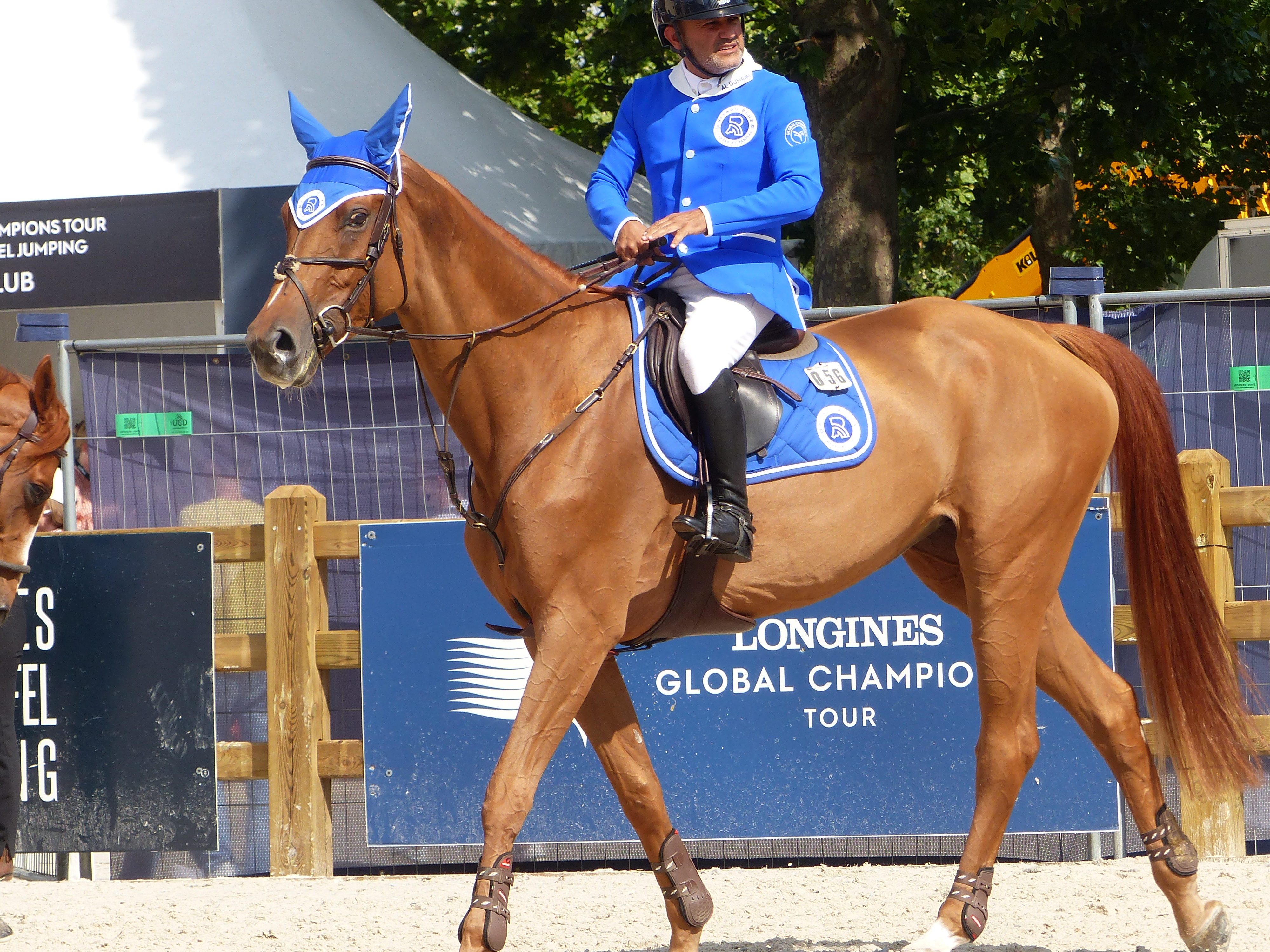
Untouchable 32 montée par Ramzy al-Duhami au Paris Eiffel Jumping de 2023.

Untouchable 32 est une jument de robe alezane, inscrite au stud-book du Hanovrien. Elle est décrite comme une jument « surpuissante ».

## Palmarès
- Octobre 2023 : médaille d'or par équipe aux Jeux asiatiques de 2022[8]

- Décembre 2023 : 5e du Grand Prix du CSI4* de Riyad[9].

## Origines
Ses origines sont principalement allemandes, puisque c'est une fille de l'étalon Hanovrien Van Helsing, sa mère Lady Oldenburg étant comme son nom l'indique une jument Oldenbourg.
Elle présente 39,82 % d'origines Pur-sang.